# Луг
Луг (или Лугх) е келтски бог на слънцето и светлината, повелител на небето. Негов син е великият ирландски герой Кухулин.

## Описание
Келтите си представят Луг като бог с лира в едната, и прашка в другата ръка. Той имал куче на име Файлинис. Луг притежавал невероятен музикален талант, способности на магьосник и свръхчовешка сила. Лицето на Луг, наричан още „Сияйния“, блестяло толкова силно, че човек не можел да гледа към него. Той живеел в Брю на Бойн – света на боговете и на Ший (на ирландски: Sidhe или aes sidhe – буквален превод „Народът на вълшебните хълмове“. Така галите наричали ирландските и шотландските феи). Който вкусел от храната на боговете оставал в Брю на Бойн завинаги.
Народът на Луг се наричал Туата Де Данан (на ирландски: Tuatha De Danann – „народът на богинята-майка Дану“).

## Произход
Луг бил син на бог Киан и на жена на име Етниу. Тя била дъщеря на вожда на фоморийците – демоничния народ, управлявал Ирландия. Лидерът им се казвал Балор, имал само едно око, което било смъртоносно, и бил огромен. Веднъж един старец му предсказал, че ще загине от ръката на внука си, затова той затворил дъщеря си в кристална кула, но въпреки това бог Киан влязъл вътре с помощта на друида Бирог и я прелъстил. Тя родила три деца. Балор ги хвърлил в морето, но Бирог спасил едно дете и това бил Луг. Киан дал новороденото на богиня Таилтиу и тя го отгледала.

## Орден на Туата Де Данан
Когато Луг възмъжал, той се запътил към крепостта Тара (убежището на Де Данан), за да се присъедини към Ордена им. Щом го срещнал, пазачът го попитал какво умение има, защото ако нямал определено умение нямало да бъде допуснат в Тара. Луг изброил многото си умения, но пазачът му рекъл, че вече имало такива. Тогава Луг попитал дали имат човек, който да може всичките тези умения едновременно, но пазачът си замълчал и така Луг се присъединил към Войската на тогавашния крал на Де Данан Нуада (бог на Войната), загубил ръката си по време на битката с шампиона на Фър Болг (друга раса управлявала Ейре) Сренг. Тя била заменена със сребърна от бога-лечител Диан-Цехт. Битката с Фър Болг е известна като първата битка на Magh Tuireadh.

## Втората битка на Magh Tuireadh
От много години боговете водили война с фоморийците. Много от боговете били уморени. Нуада бил убит от окото на Балор и затова трябвало да се избере нов крал. На власт дошъл полу-фомориец на име Брес. Той накарал Туата Де Данан да плащат данък на Фоморийците. Заради тази постъпка боговете изгонили Брес и той минал на страната на баща си Балор. След тази случка за крал избрали Луг. С предметите от кръвнината, която трябвало да платят Синовете на Турин за убийството на Киан, Луг тръгнал отново на война. Скоро битката отново продължила. Луг уцелил с прашката си лицето на Балор. Той обърнал главата си към своя народ. Те погледнали в окото му, и така народът на фоморите загинал, а Балор умрял от раната си.

## Късният живот и смъртта на Луг
Луг се чувствал отговорен за това, че не убил Брес. За тази цел той направил 300 дървени крави, напоил ги с отровна течност, издоил отровата през вимето в няколко кофи и ги отнесъл на Брес да ги изпие. Полу-Фомориецът много отдавна дал клетва да не може да отказва никакво питие, и когато изпил отровата умрял.
Луг имал много жени. Най-известните са Буй и Нас, дъщери на Руадри-крал на Британия. Луг имал син от Нас на име Ибик. Една от неговите жени изневерила на Луг с Цермейт – синът на Дагда. За да отмъсти за нанесената обида, Луг убил Цермейт. Но синовете му Мак Куил, Мак Цехт и Мак Грейдне удавили Луг в езерото Лох Лугборта. Луг управлявал четиресет години, а синовете на Цермейт станали върховни крале на Туата Де Данан.